# Kevin Hervey
Kevin Hervey, né le 9 juillet 1996 à Arlington dans le Texas, est un joueur américain de basket-ball évoluant au poste d'ailier fort.

## Biographie

### Carrière universitaire
Lors de sa dernière année universitaire en tant que senior, Kevin Hervey inscrit 20,5 points et prend 8,5 rebonds en moyenne.

### Carrière professionnelle

#### Thunder d'Oklahoma City/Blue d'Oklahoma City (2018-2020)
Lors de la draft 2018 de la NBA, il est choisi en 57e position par le Thunder d'Oklahoma City.
Le 13 décembre 2019, il signe un contrat two-way avec le Thunder d'Oklahoma City.

### Expérience en Europe (depuis 2020)
Le 21 septembre 2020, alors qu'il est agent libre restreint, Kevin Hervey quitte la NBA pour signer pour la première fois en Europe au Lokomotiv Kouban-Krasnodar en Russie.
En juillet 2021, Hervey s'engage pour deux saisons avec la Virtus Bologne, champion d'Italie en titre.

## Palmarès
- Vainqueur de la Supercoupe d'Italie 2021
- Vainqueur de l'EuroCoupe 2022

## Statistiques

### Universitaires
| Saison    | Équipe          | Matchs | Titul. | Min./m | % Tir | % 3pts | % LF | Rbds/m. | Pass/m. | Int/m. | Ctr/m. | Pts/m. |
| --------- | --------------- | ------ | ------ | ------ | ----- | ------ | ---- | ------- | ------- | ------ | ------ | ------ |
| 2014-2015 | Texas-Arlington | 31     | 16     | 21,7   | 36,8  | 25,9   | 71,4 | 5,97    | 0,74    | 0,61   | 0,26   | 7,10   |
| 2015-2016 | Texas-Arlington | 16     | 16     | 29,8   | 45,3  | 32,3   | 75,7 | 9,75    | 2,88    | 0,69   | 0,81   | 18,12  |
| 2016-2017 | Texas-Arlington | 35     | 28     | 27,8   | 45,8  | 34,2   | 75,3 | 8,54    | 2,11    | 1,23   | 0,40   | 17,06  |
| 2017-2018 | Texas-Arlington | 33     | 26     | 32,2   | 44,6  | 33,9   | 80,7 | 8,55    | 2,21    | 1,24   | 0,61   | 20,48  |
| Total     | Total           | 115    | 86     | 27,7   | 43,9  | 32,3   | 76,8 | 8,02    | 1,88    | 0,99   | 0,48   | 15,50  |

### Professionnels

#### Saison régulière
| Saison    | Équipe        | Matchs | Titul. | Min./m | % Tir | % 3pts | % LF | Rbds/m. | Pass/m. | Int/m. | Ctr/m. | Pts/m. |
| --------- | ------------- | ------ | ------ | ------ | ----- | ------ | ---- | ------- | ------- | ------ | ------ | ------ |
| 2019–2020 | Oklahoma City | 10     | 0      | 5,2    | 25,9  | 15,0   | 0,0  | 1,20    | 0,50    | 0,10   | 0,10   | 1,70   |
| Total     | Total         | 10     | 0      | 5,2    | 25,9  | 15,0   | 0,0  | 1,20    | 0,50    | 0,10   | 0,10   | 1,70   |